# 카테 알렌
카테리네 제시 잔 "카테" 알렌(독일어: Katherine Jessie Jean "Kate" Allen, 영어: Katherine Jessie Jean "Kate" Allen 캐서린 제시 진 "케이트" 앨런[*], 1970년 4월 25일~)은 오스트레일리아 태생 오스트리아의 트라이애슬론 선수이다. 2004년 하계 올림픽 여자 트라이애슬론에서 금메달을 획득했다.

## 경력
1970년 오스트레일리아 질롱에서 태어났으며 티즈데일에서 3명의 형제와 함께 1000헥타르의 양목장에서 자랐다.
어릴때 부터 부모는 운동을 꾸준히 하도록 격려해주었고, 집에서 3km 떨어진 곳에서 초등학교까지 도보로 등교했다. 4세 때 질롱의 랜디 필드에서 열리는 어린이 육상 대회에 참가하기 시작했으며, 14세까지 오스트레일리아 청소년 육상 대회에 참가하여 1500m 이상에서 크로스컨트리 부문에서 우승하기도 했다.
밸러랫 대학교 간호학과를 졸업한 후 취미로 해외 여행을 하다가 오스트리아 키츠뷔엘에서 반려자가 될 트라이애슬론 선수인 마르셀 디히틀러를 만났다. 이후 디히틀러의 권유로 1996년 트라이애슬론을 시작했다. 이듬해인 1997년에 전문 선수가 되어 벨기에 태생의 마리오 하위스의 지도를 받았다. 이후 2002년에 오스트리아 국적을 취득하여 국가대표가 되었다. 
트라이애슬론 시작 8년 만인 2004년 그리스 아테네에서 열린 2004년 하계 올림픽에서 금메달을 획득했다. 수영 경기를 44위, 자전거 경기를 28위로 마쳤으나 달리기에서 역전하면서 오스트레일리아의 로레타 해럽과 미국의 수전 윌리엄스를 누르고 1위로 결승점으 통과했다.
2008년 중국 베이징에서 열린 2008년 하계 올림픽에서는 14위에 올랐으며 2009년에 현역 은퇴했다. 현재 인스브루크에서 남편인 디히틀러와 거주 중이며 2011년에 아들을 낳았다.